# Parectopa oxysphena
Parectopa oxysphena là một loài bướm đêm thuộc họ Gracillariidae. Nó được tìm thấy ở Ấn Độ (Maharashtra).
Ấu trùng ăn Flemingia strobilifera. Chúng có thể ăn lá nơi chúng làm tổ.